# Ramavataram
El Ramavataram, conocido popularmente como Kamba Ramayanam, es una epopeya tamil que fue escrita por el poeta tamil Kambar durante el siglo XII. Basado en el Ramayana de Valmiki (escrito en sánscrito), la historia describe la vida del rey Rama de Ayodhya. Sin embargo, Ramavatharam es diferente de la versión sánscrita en muchos aspectos, tanto en conceptos espirituales como en los detalles de la historia. Esta obra histórica es considerada tanto por los eruditos tamiles como por el público en general como una de las obras literarias más importantes de la literatura tamil.

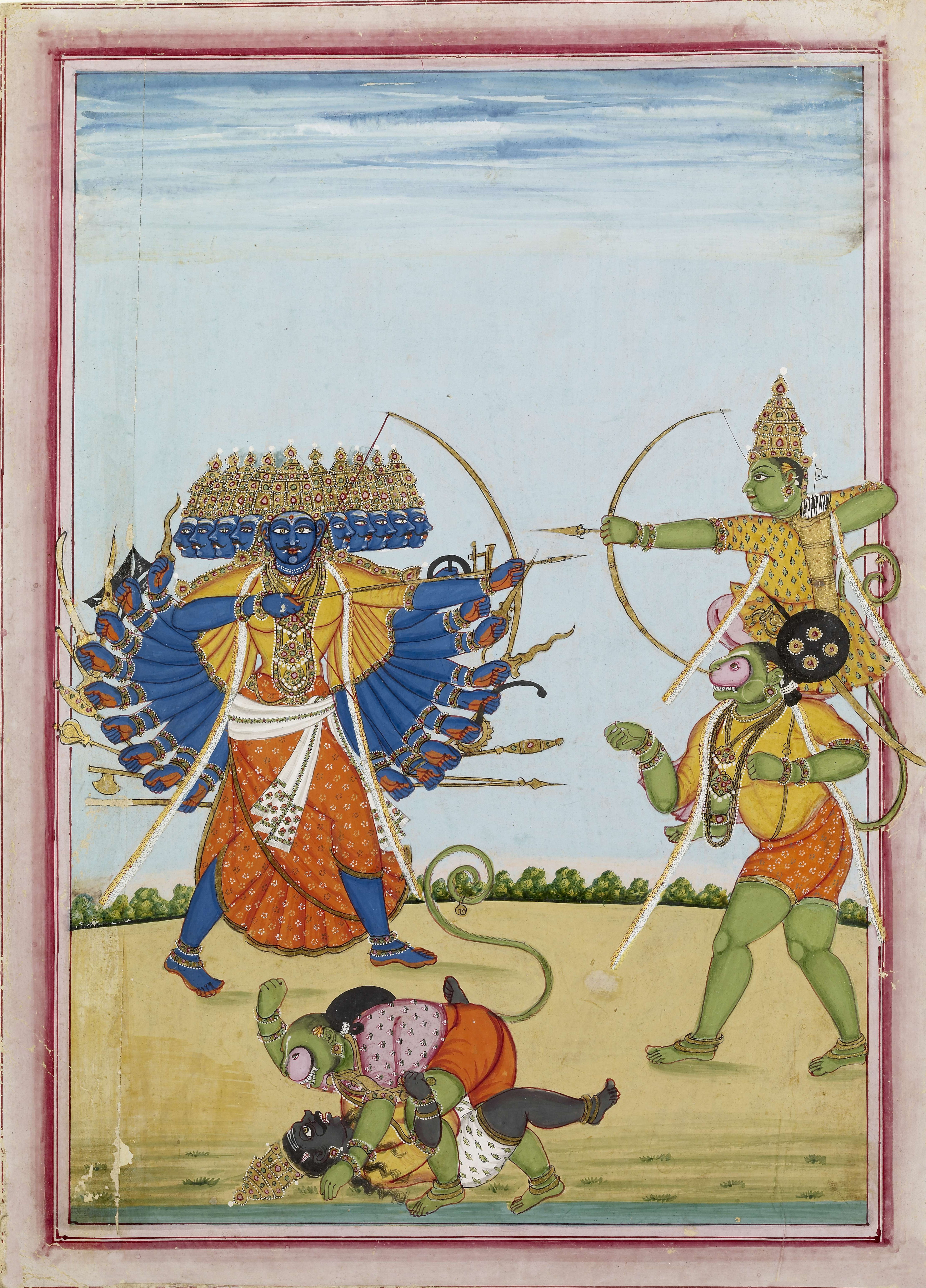
Rama y Hánuman luchando contra Ravana, un álbum pintado sobre papel de Tamil Nadu, ca 1820.

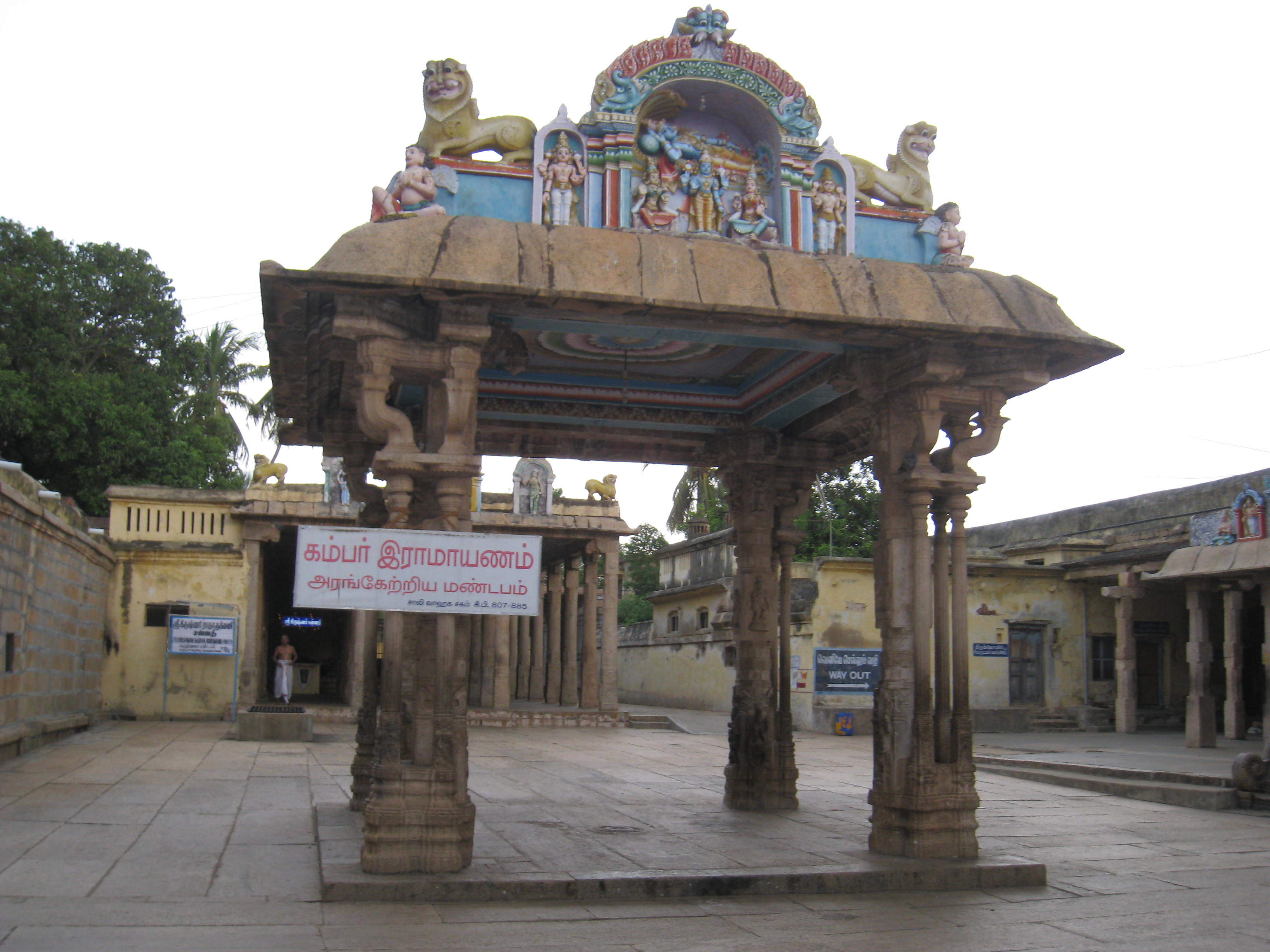
El Mandapam en el Templo Ranganathasamy, Srirangam donde se cree que Kambar recitó por primera vez la epopeya

Kambar escribió esta obra con el patrocinio de Thiruvennai Nallur Sadayappa Vallal, un jefe de Pannai kula. En agradecimiento a su patrón, Kamban hace referencia a su nombre una vez de cada 1000 versos.